# Yūya Hashiuchi
Yūya Hashiuchi (jap. 橋内 優也 Hashiuchi Yūya; ur. 13 lipca 1987) – japoński piłkarz występujący na pozycji obrońcy. Obecnie występuje w Matsumoto Yamaga FC.

## Kariera klubowa
Od 2006 roku występował w klubach Sanfrecce Hiroszima, Gainare Tottori, Tokushima Vortis i Matsumoto Yamaga FC.